# Biserica reformată din Năsal

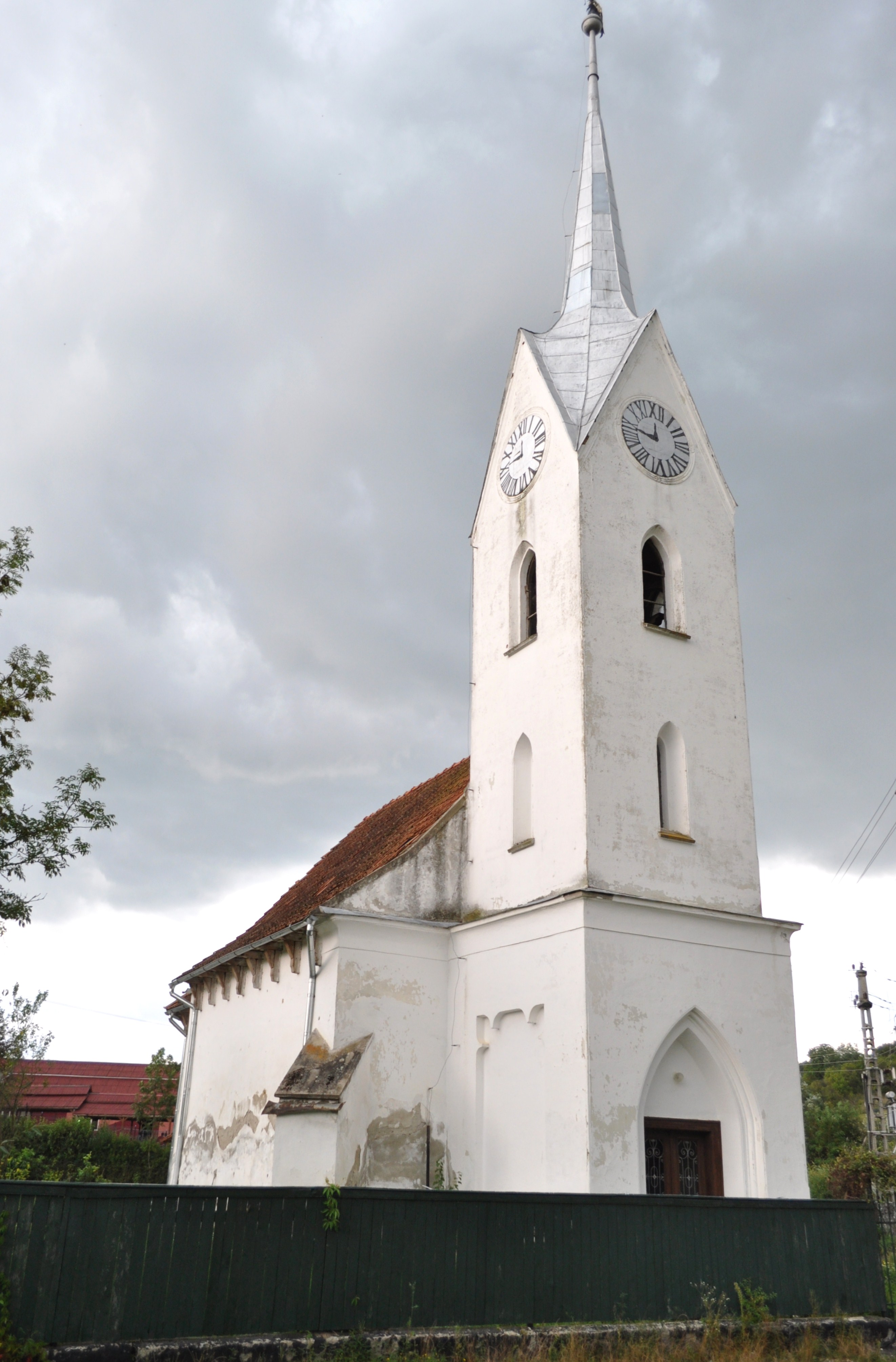
Biserica reformată din Năsal, comuna Țaga, județul Cluj, foto: august 2011.

Biserica reformată din Năsal, comuna Țaga, județul Cluj, datează din secolul XV. Biserica se află pe noua listă a monumentelor istorice sub codul LMI:  CJ-II-m-B-07720. 

## Localitatea
Năsal (în maghiară Noszoly) este un sat în comuna Țaga din județul Cluj, Transilvania, România. Primele mențiuni documentare sunt din anii 1215 și 1220.

## Istoric
Prezența unei biserici medievale este atestată documentar din anii 1332-1335, preotul său Valentinus fiind menționat în lista dijmelor papale. Biserica a fost construită la sfârșitul secolului al XIII-lea, sau începutul secolului următor, în stil romanic. La ferestre are ancadramente gotice din secolul al XV-lea, Biserica a trecut prin reparații de amploare în anii 1594 și 1883.

## Imagini

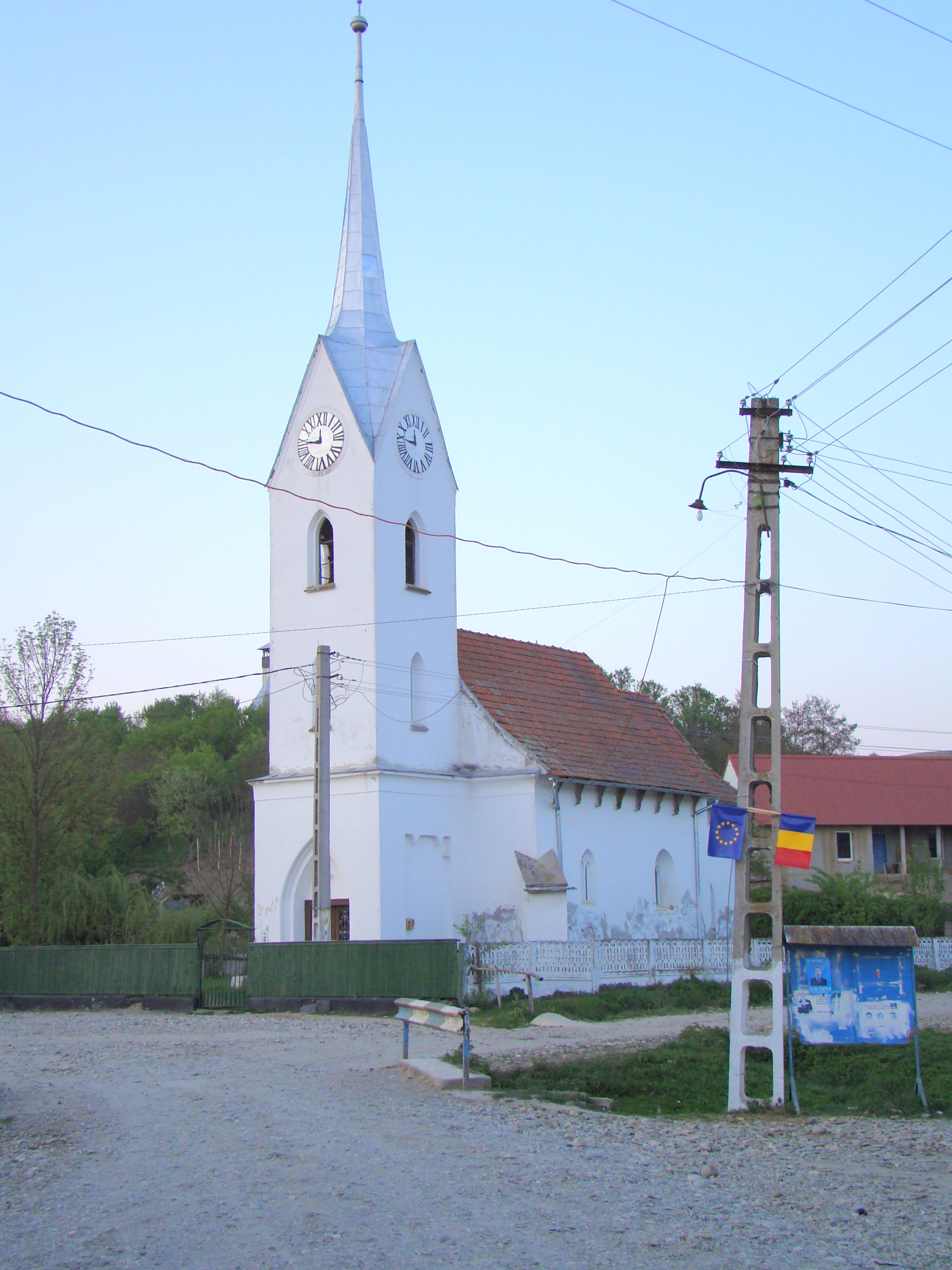
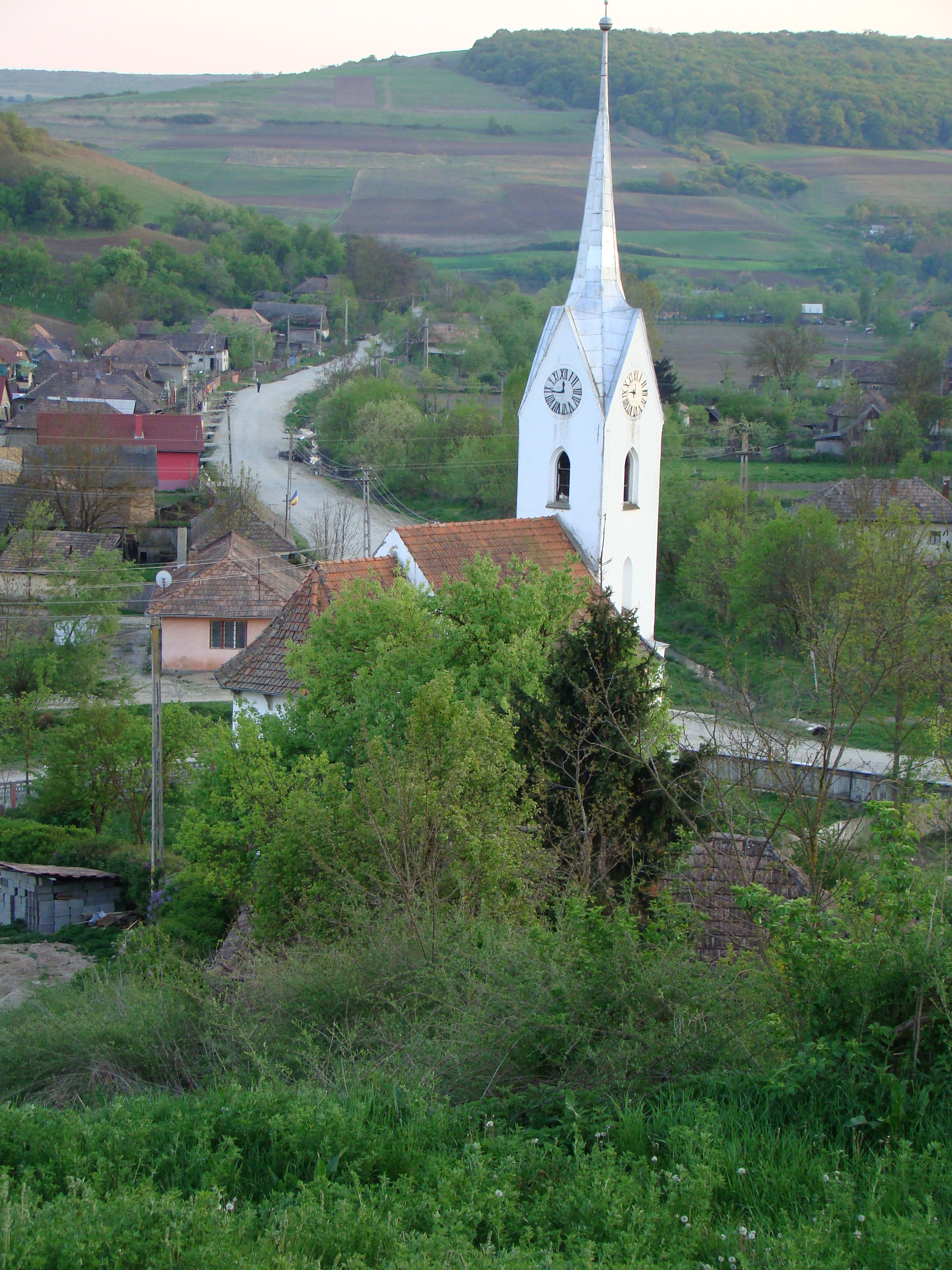
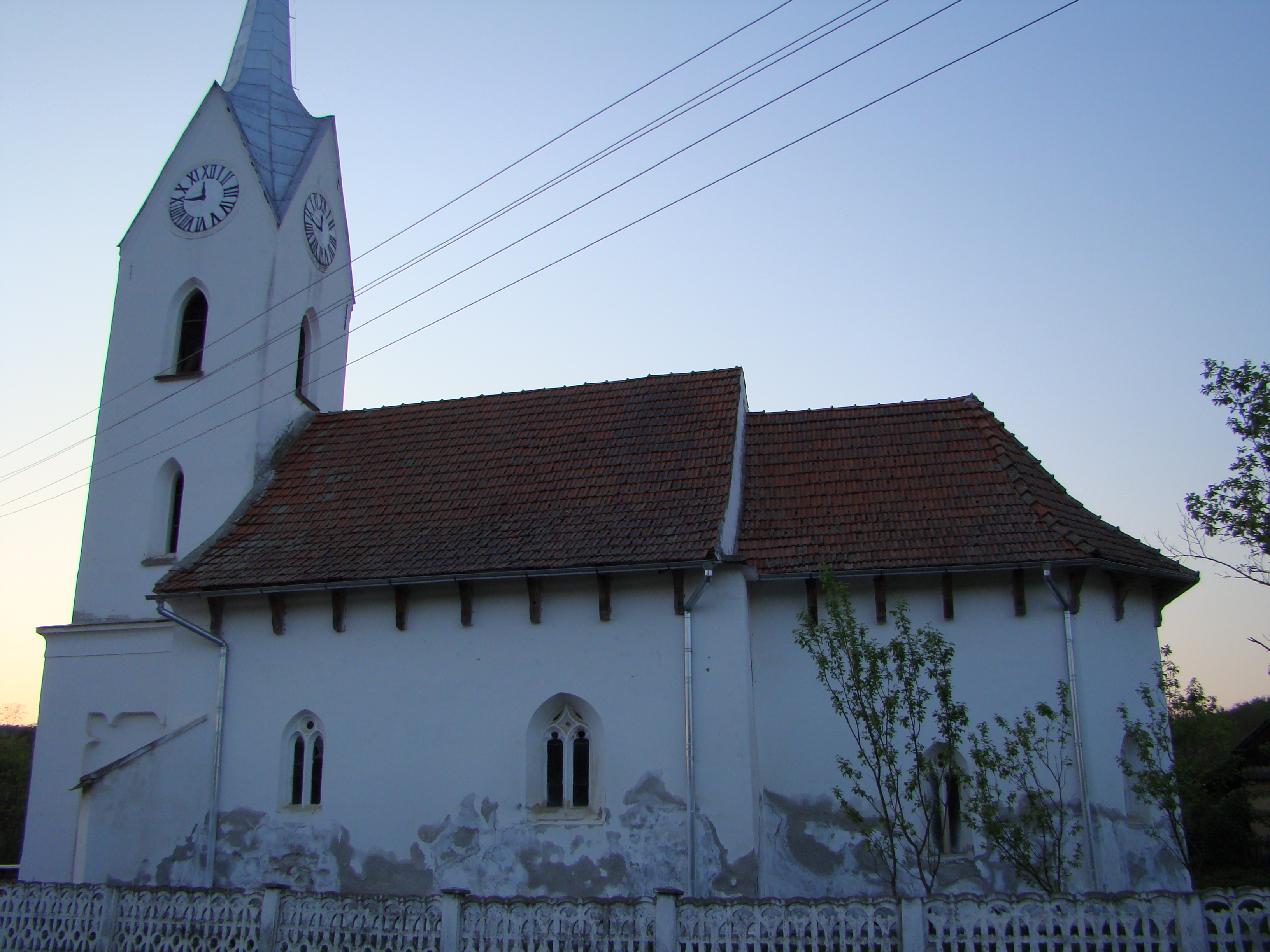
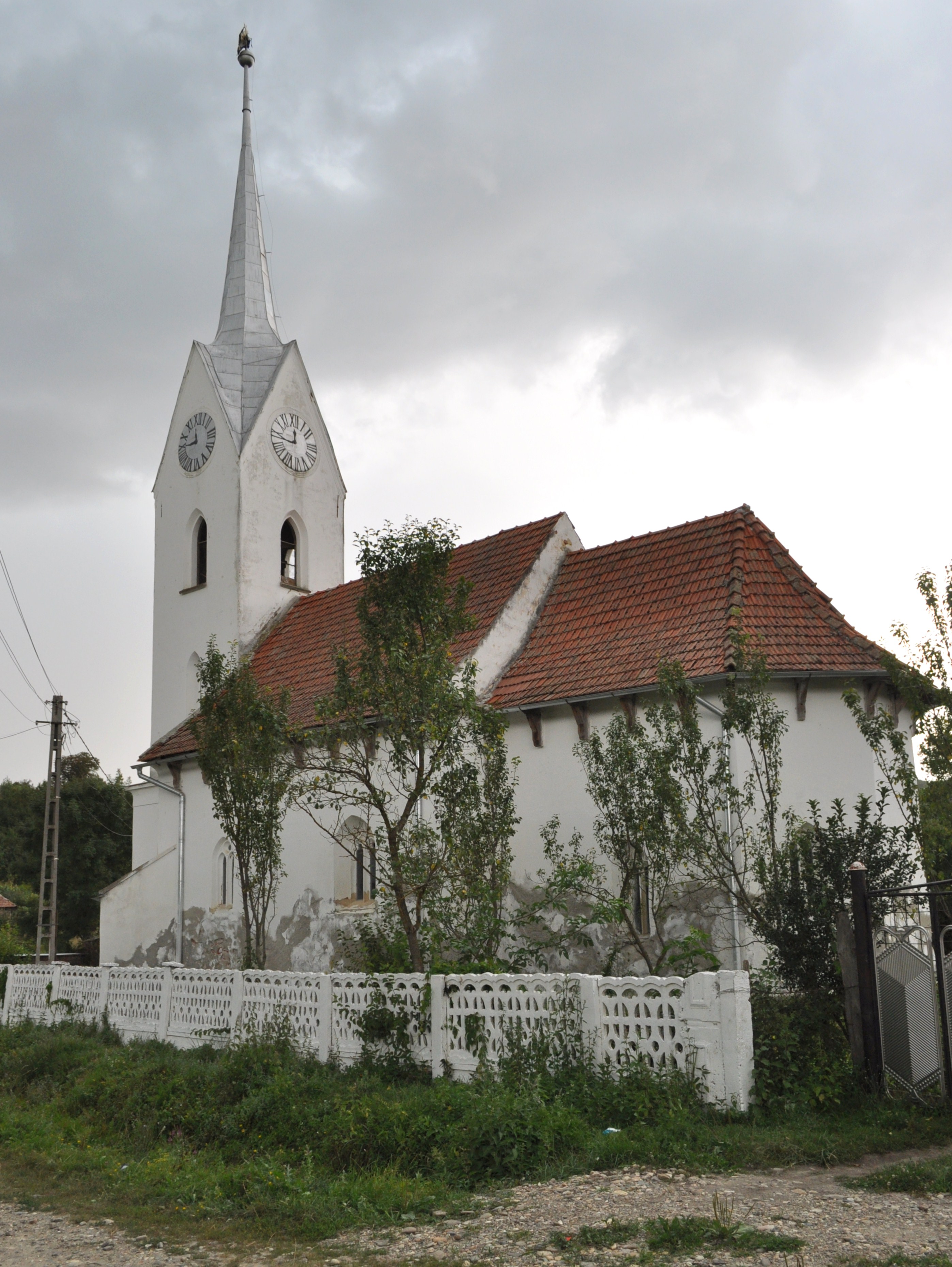
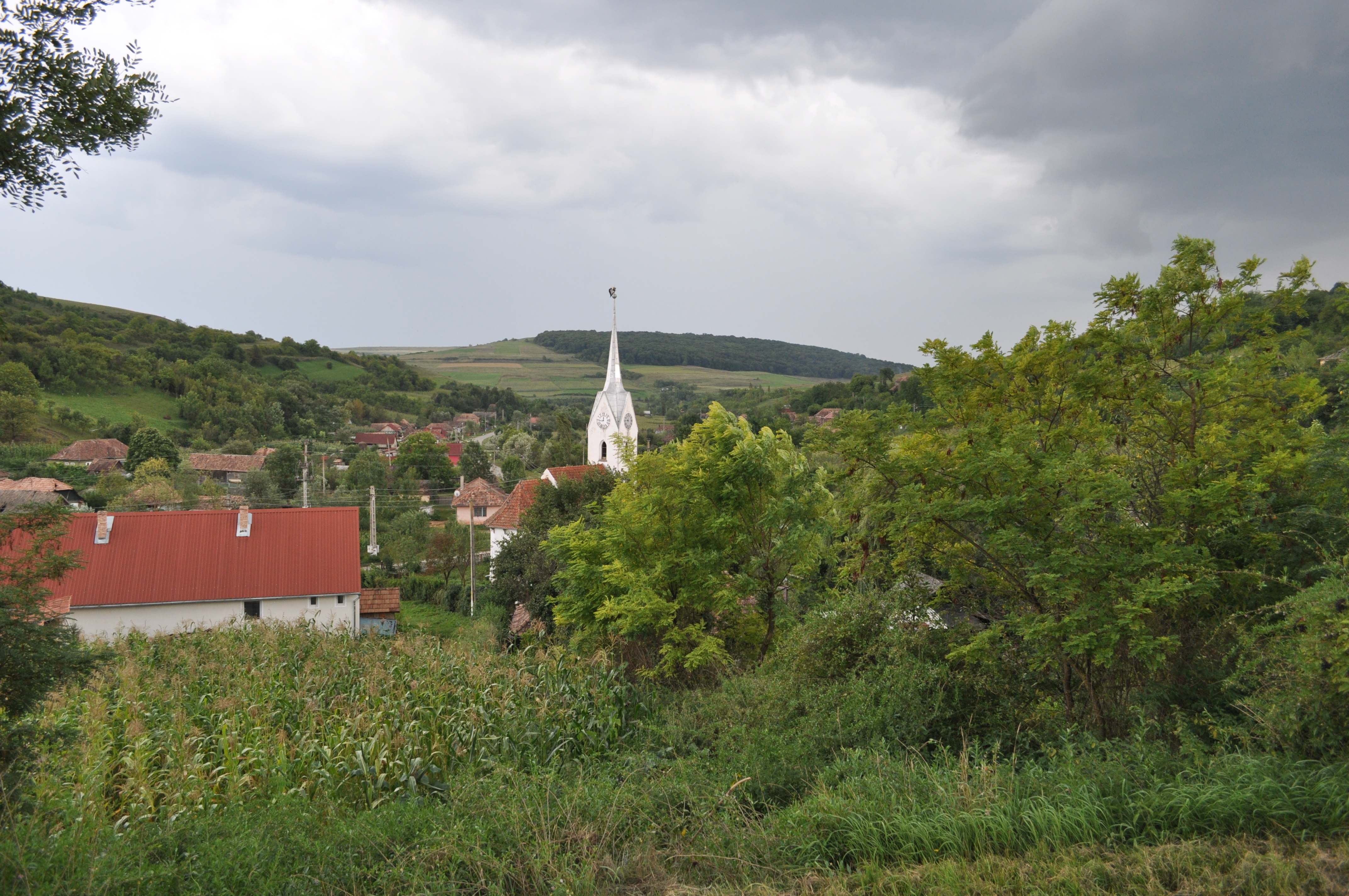
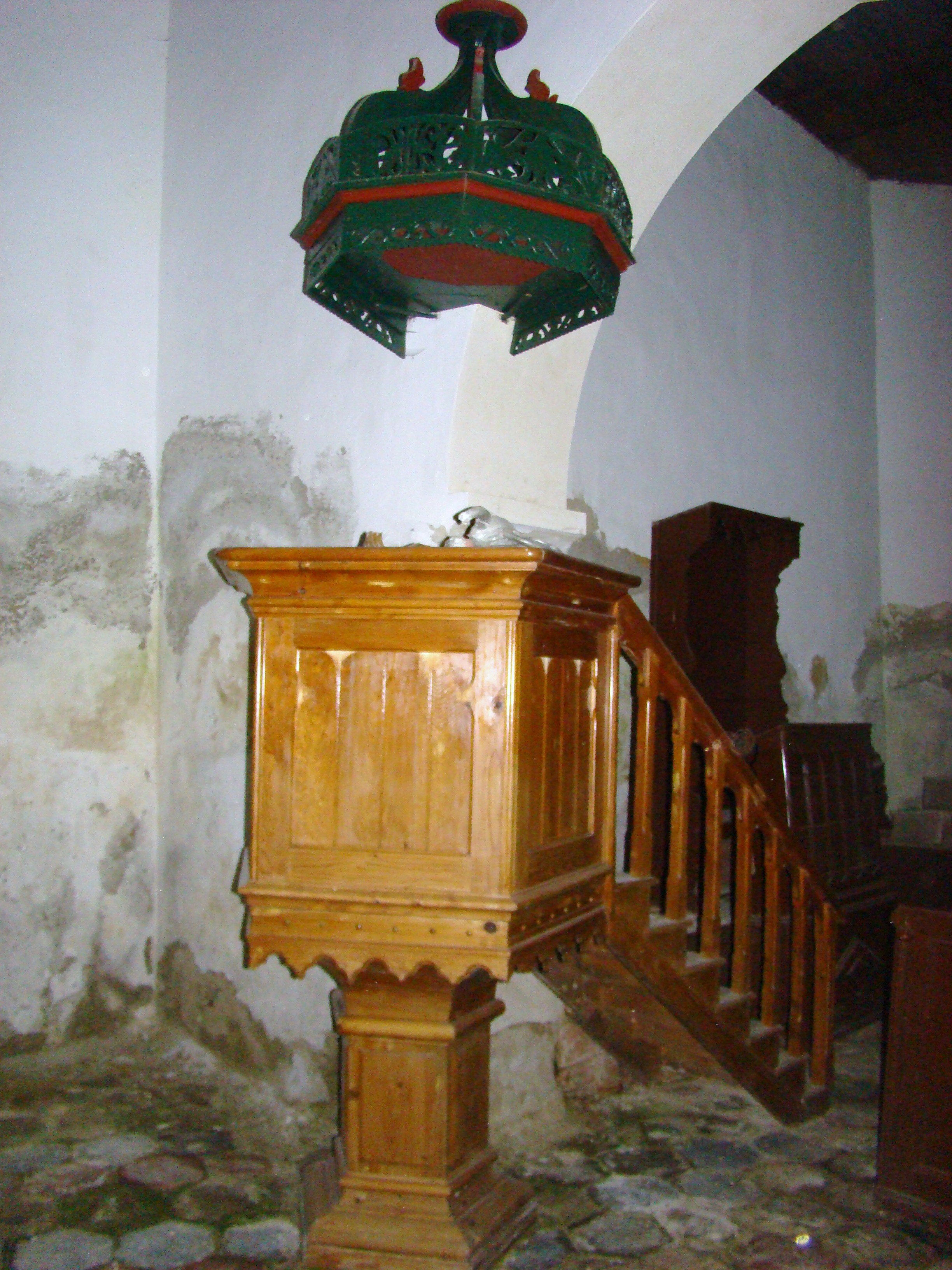
Amvonul
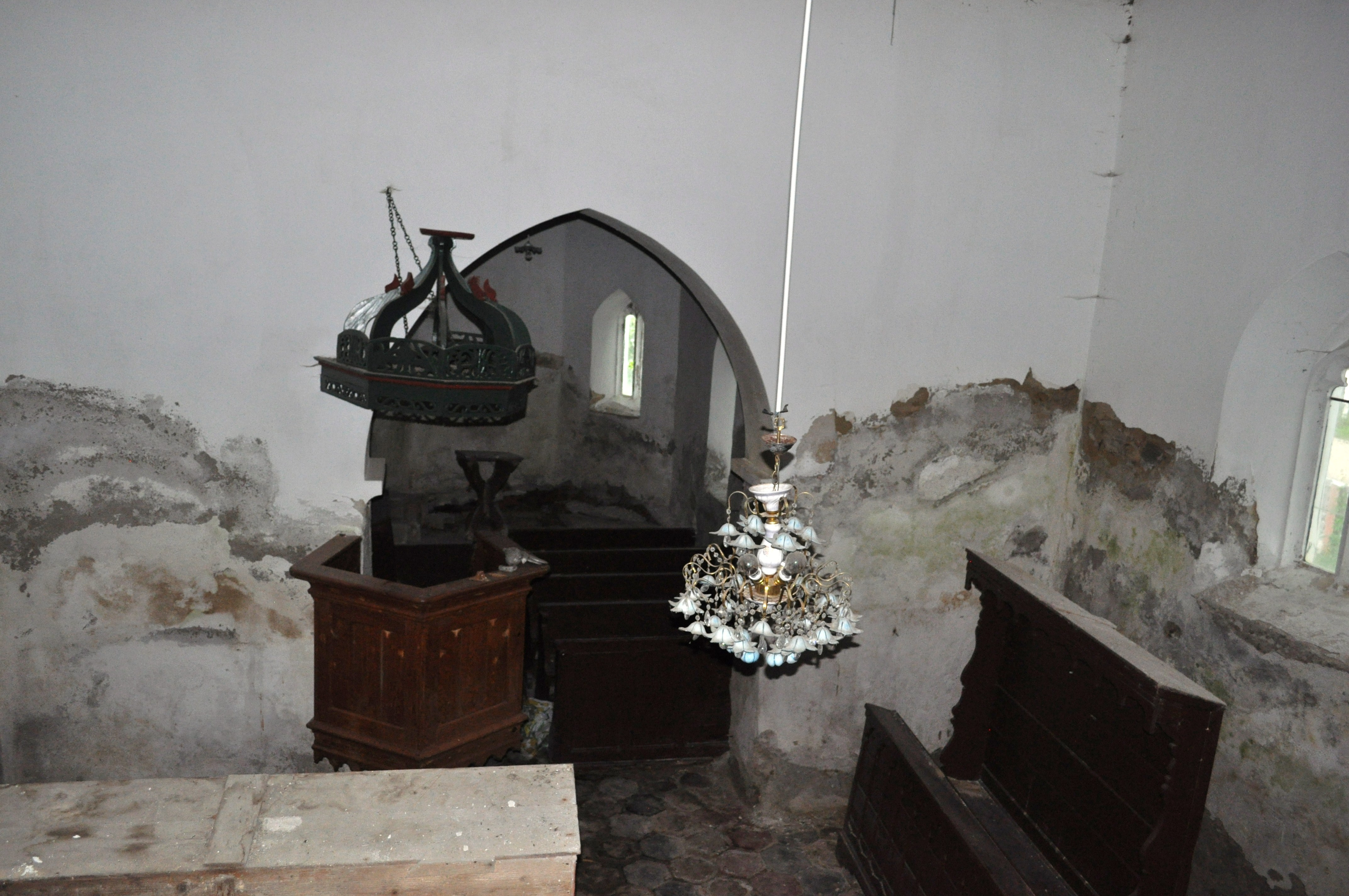
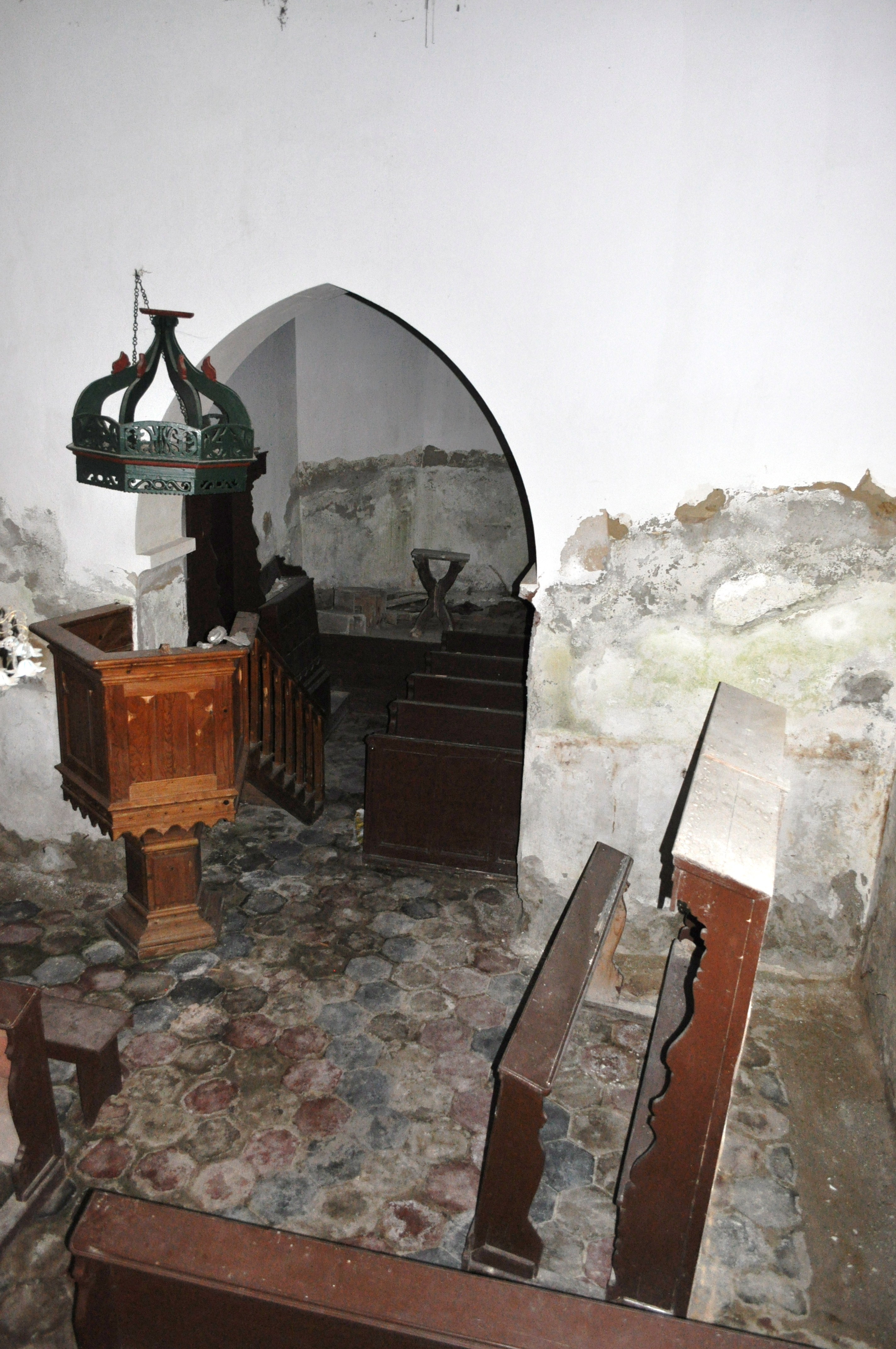
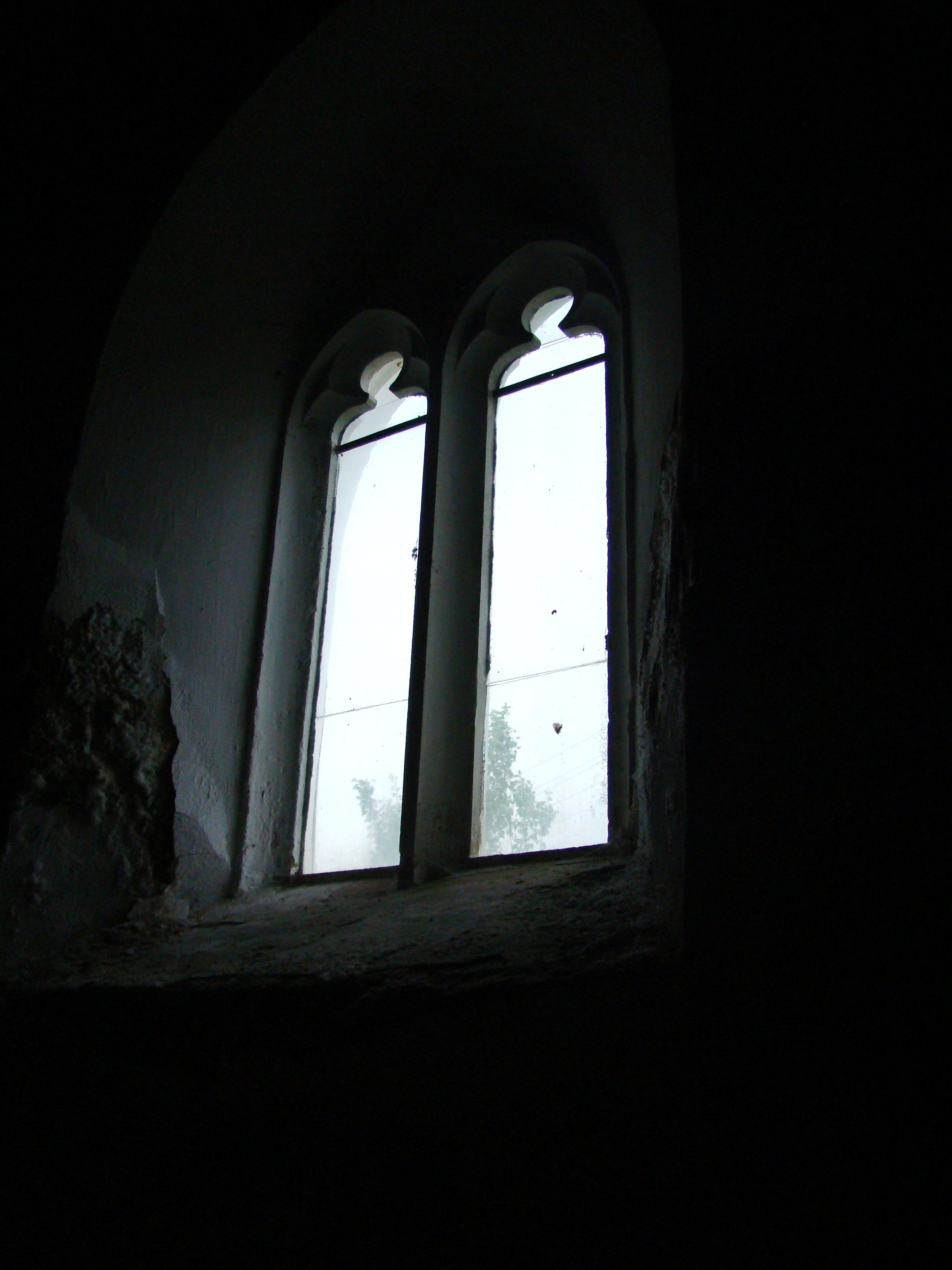
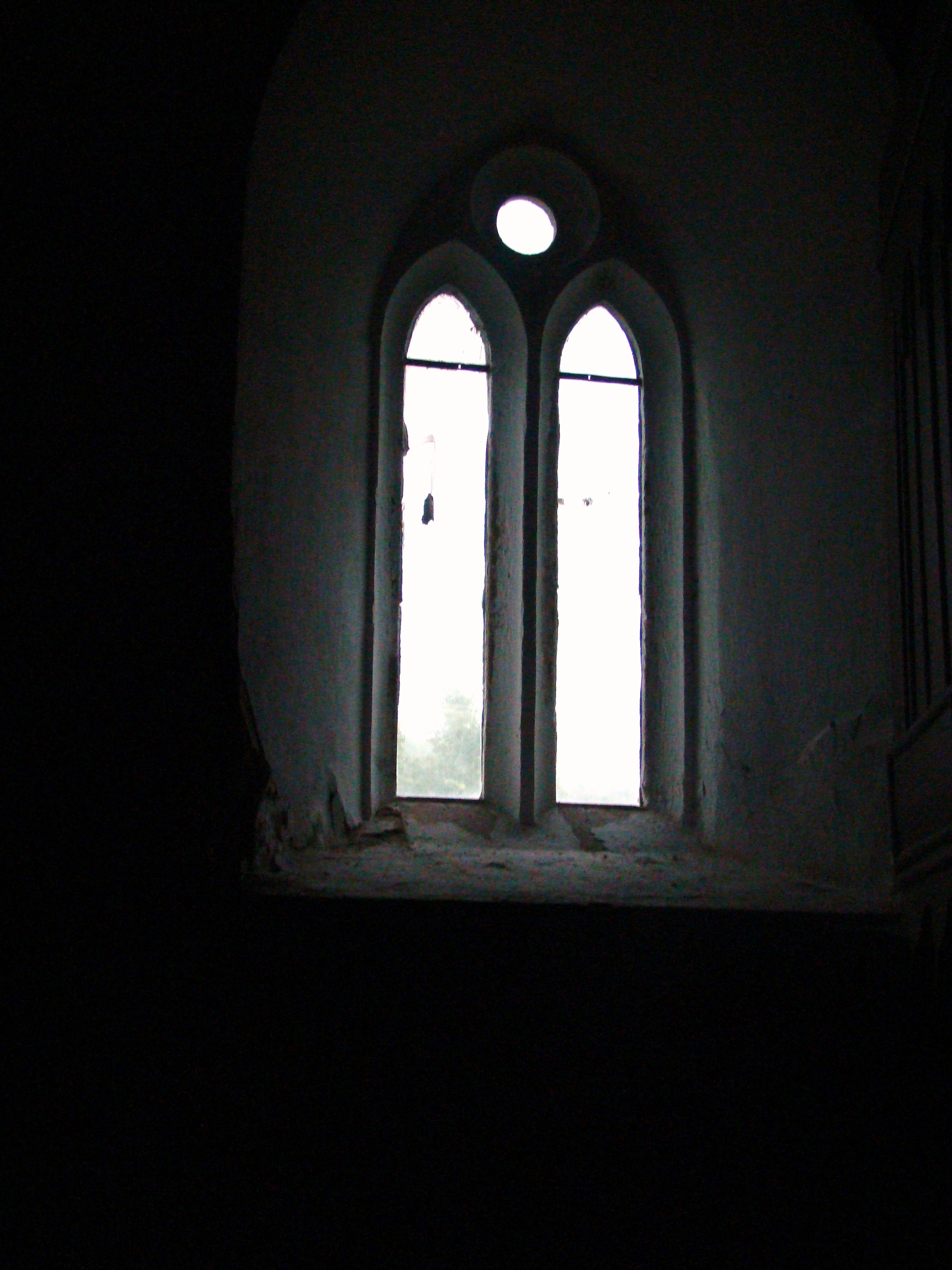
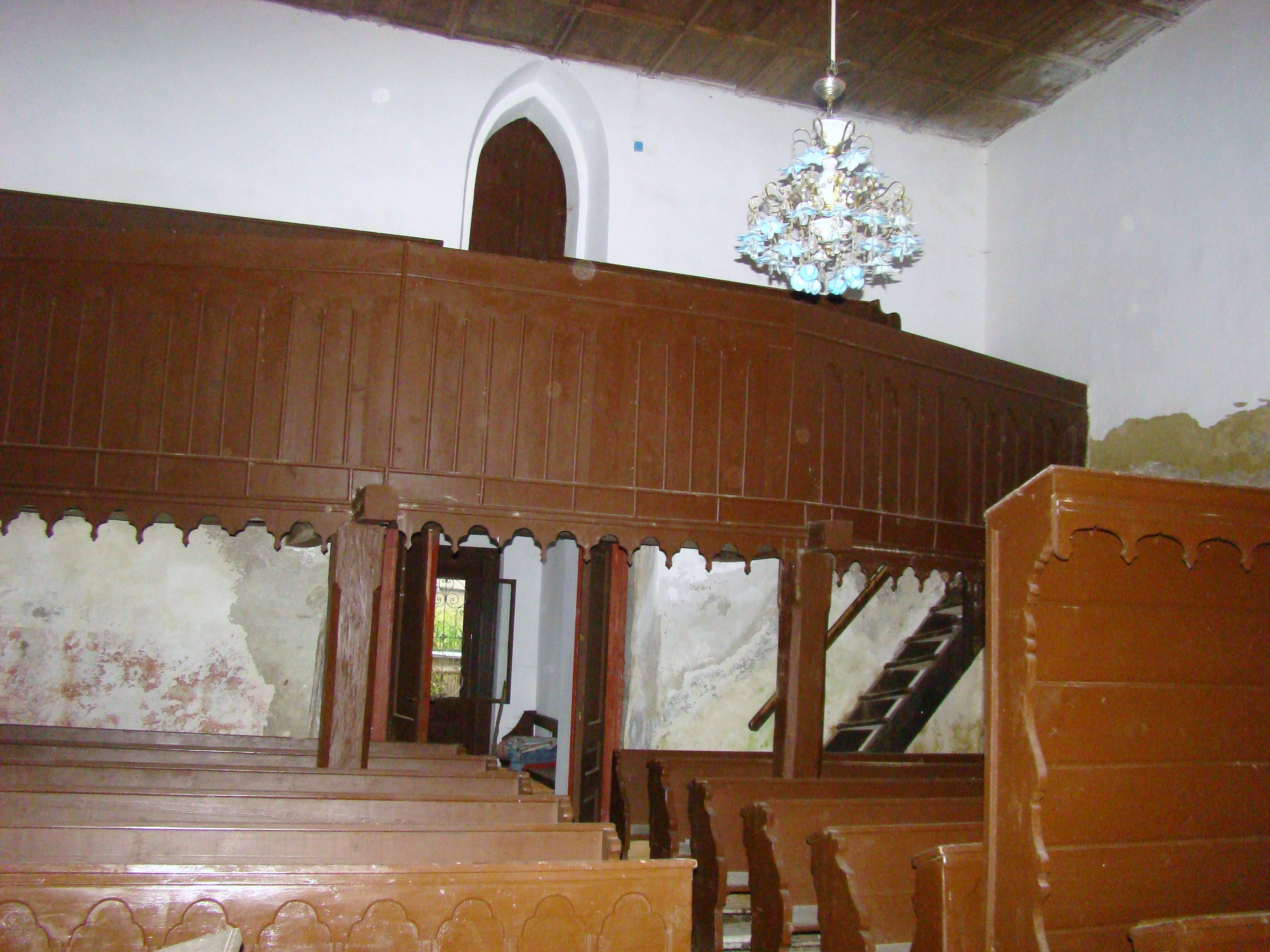
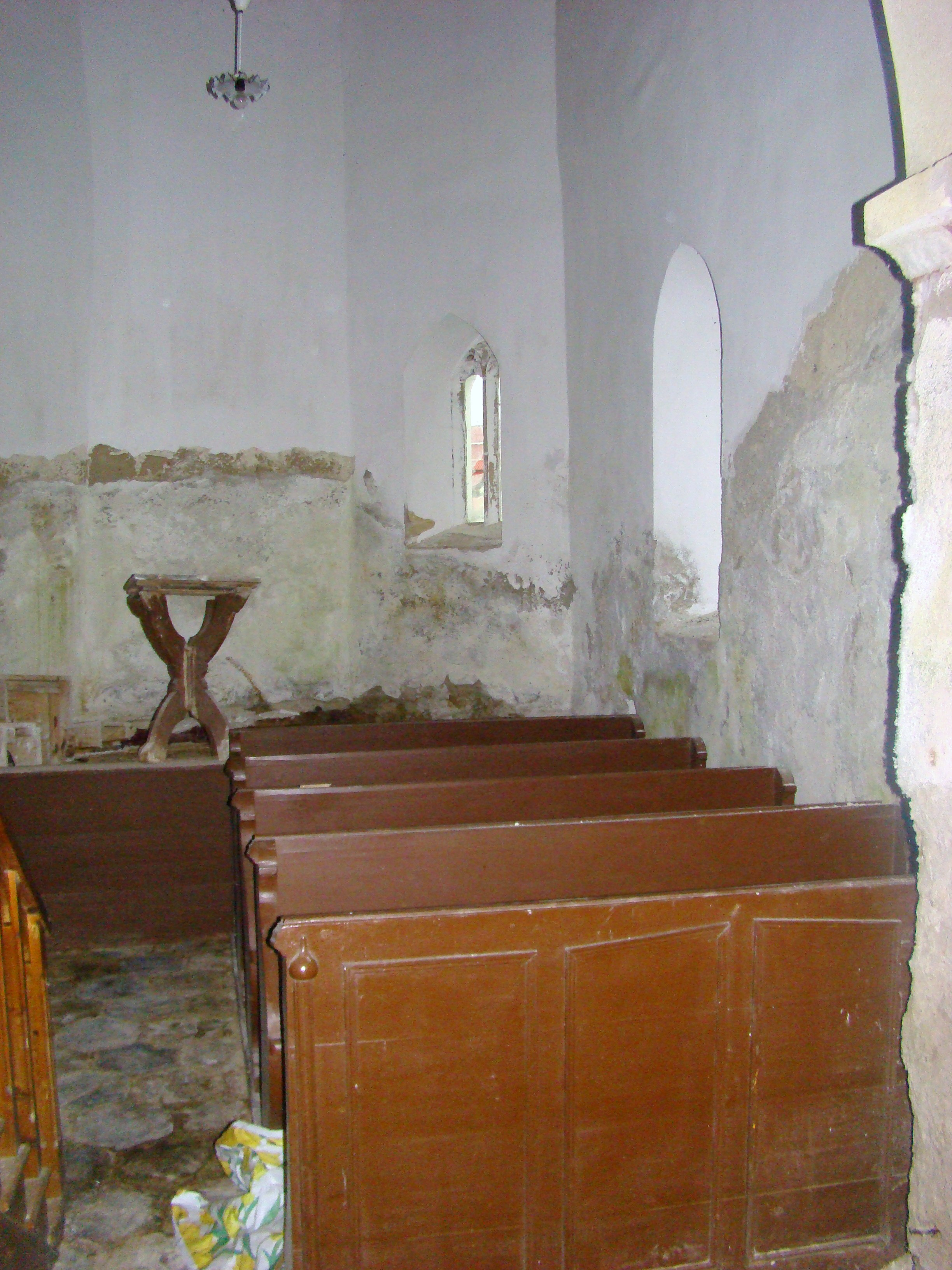
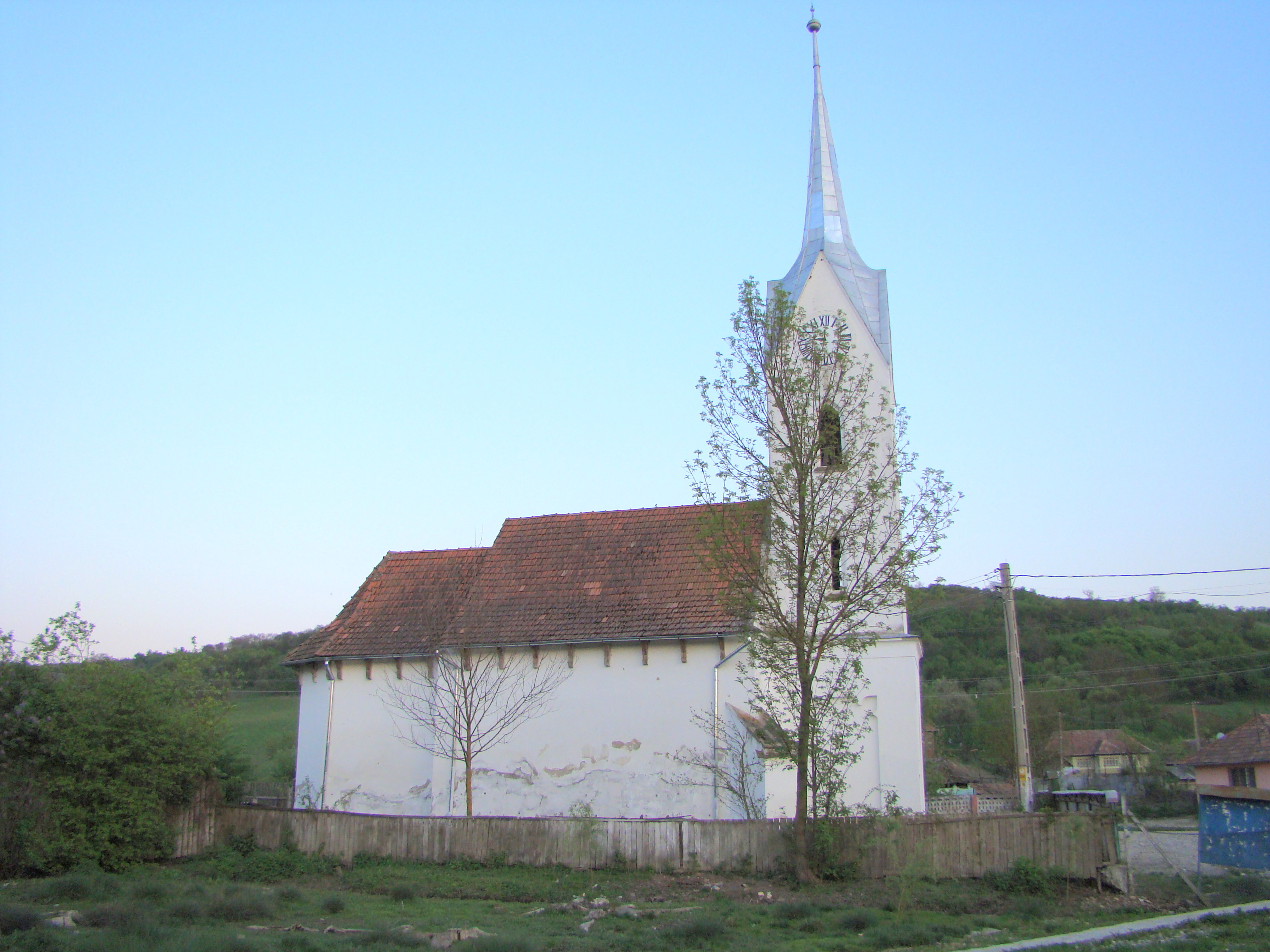
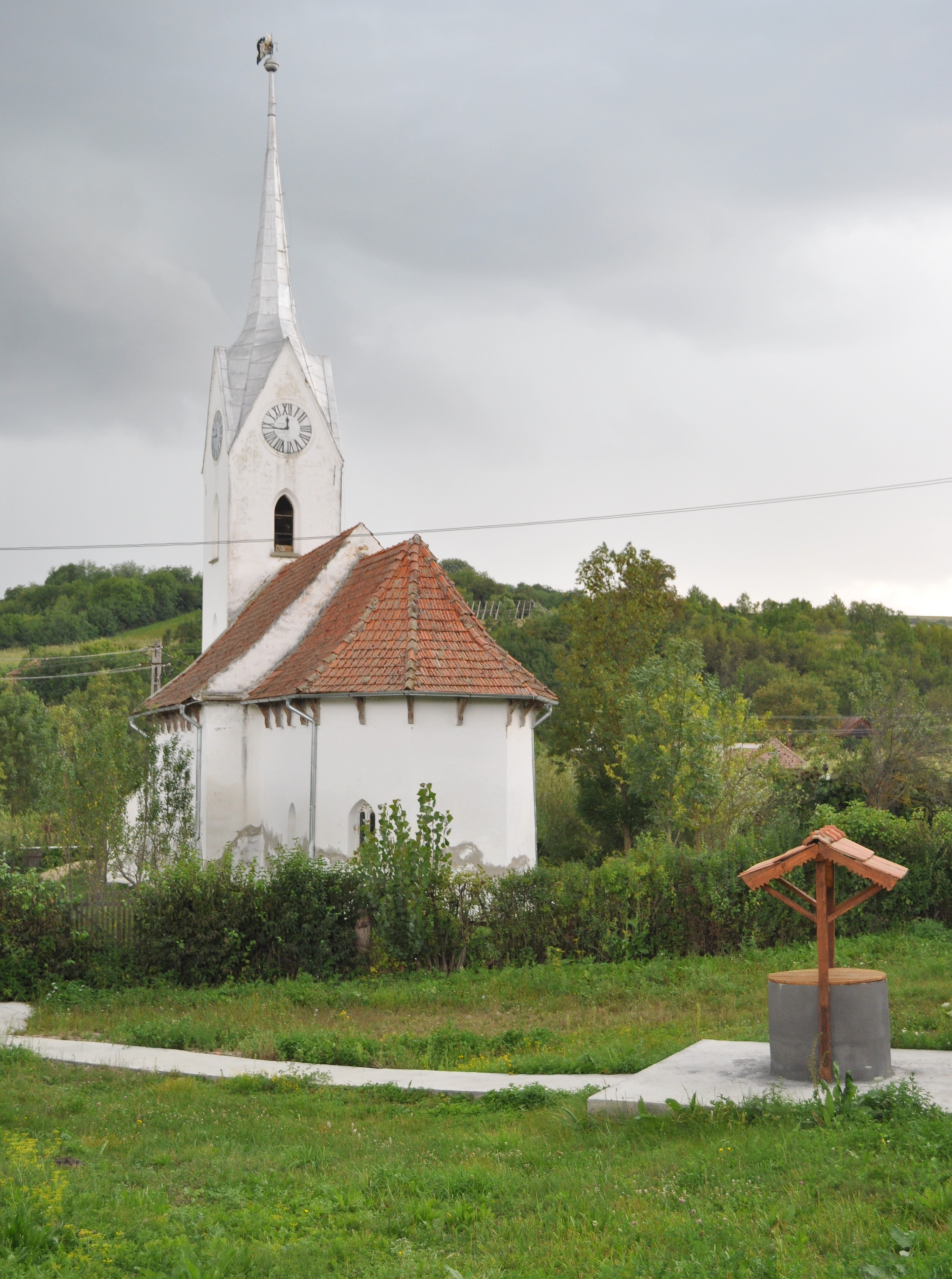
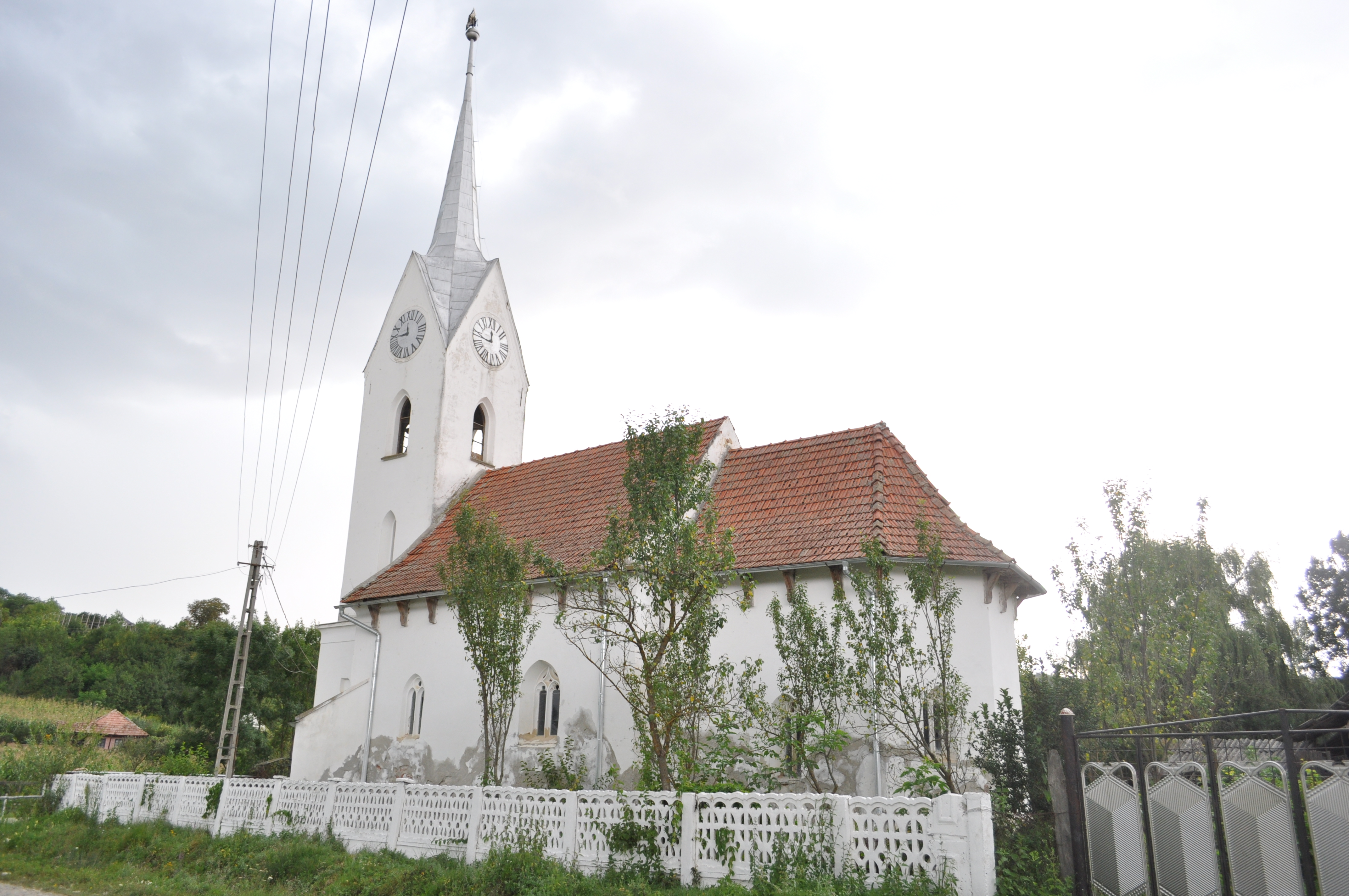
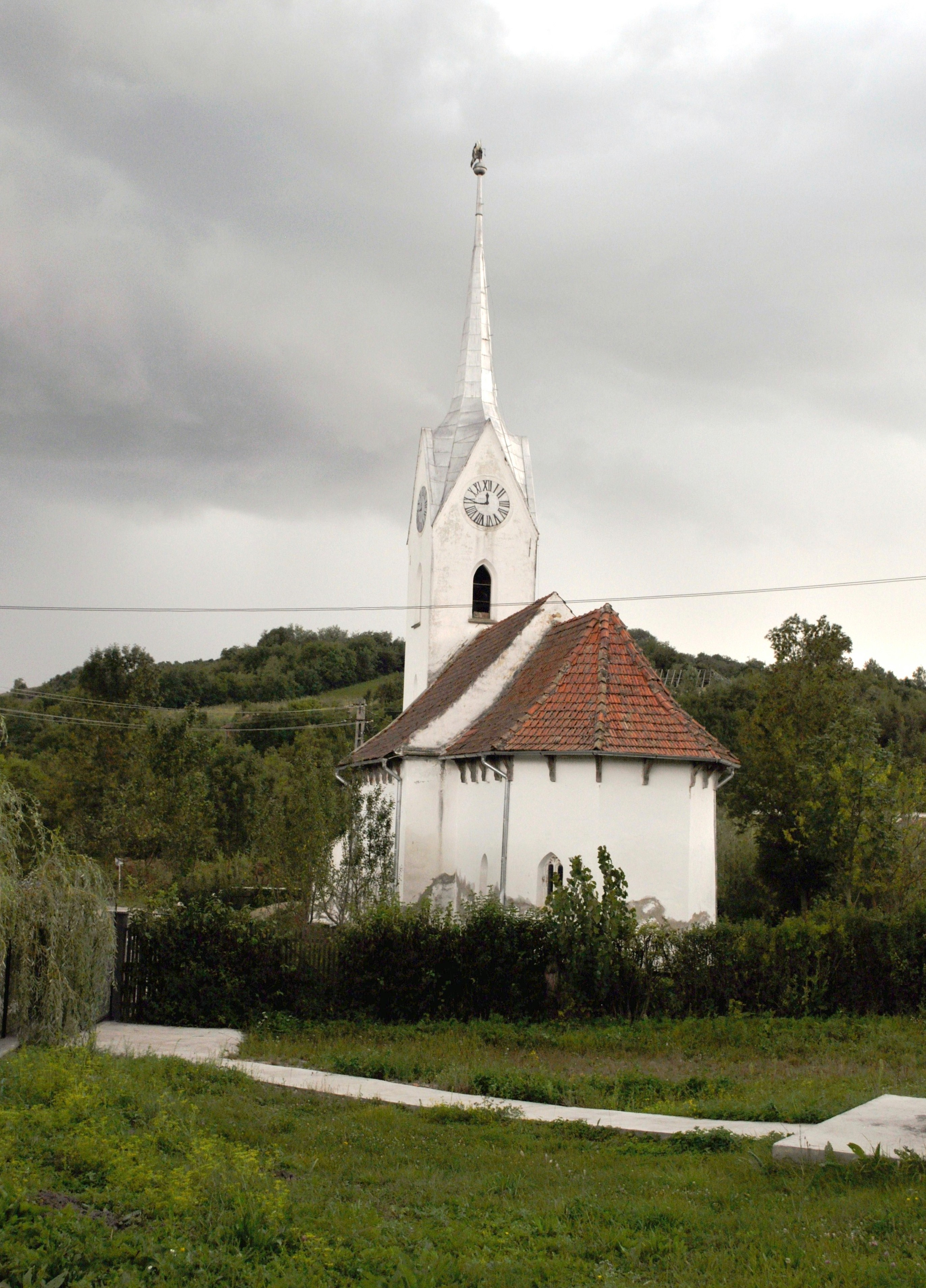
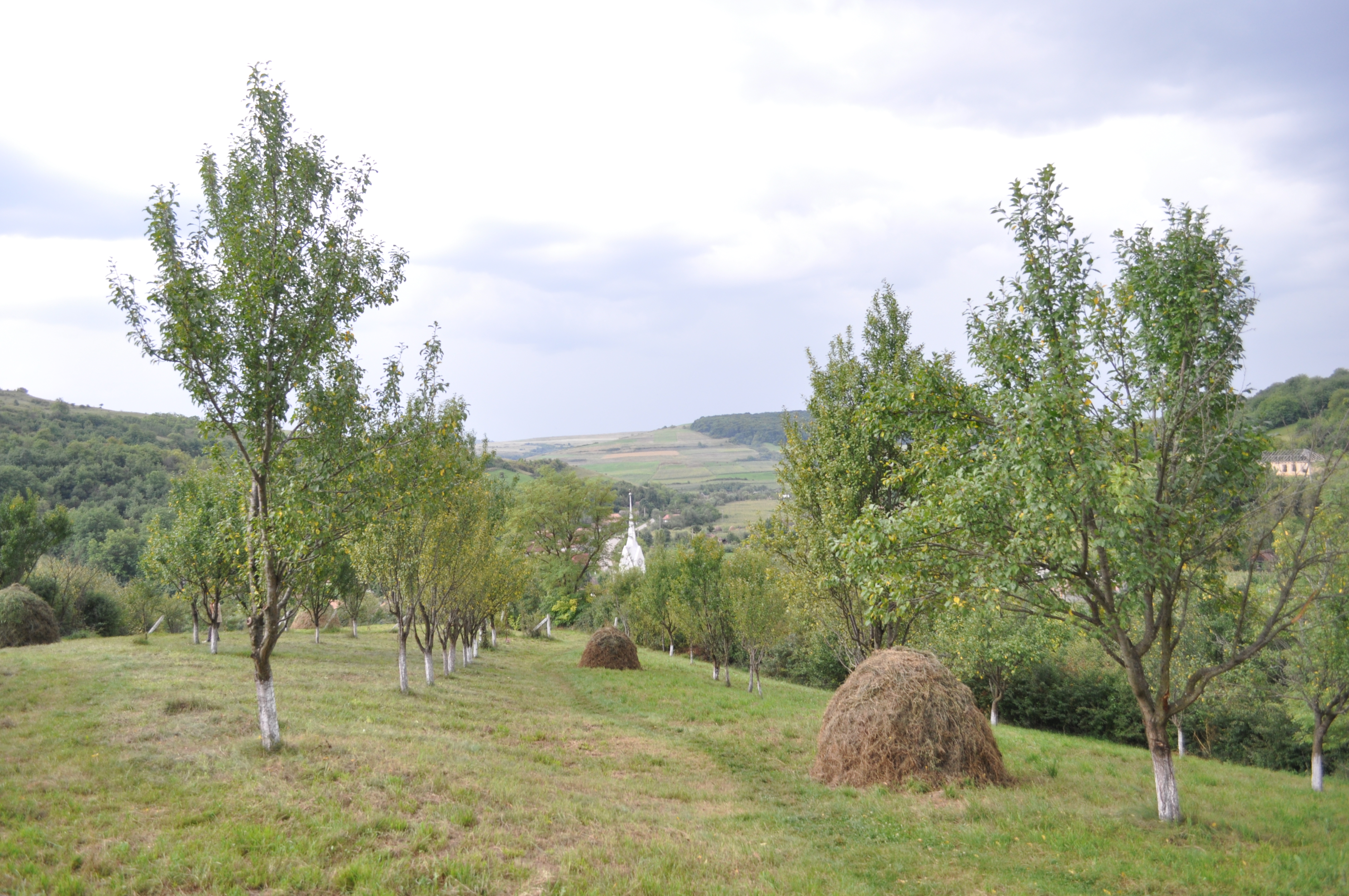
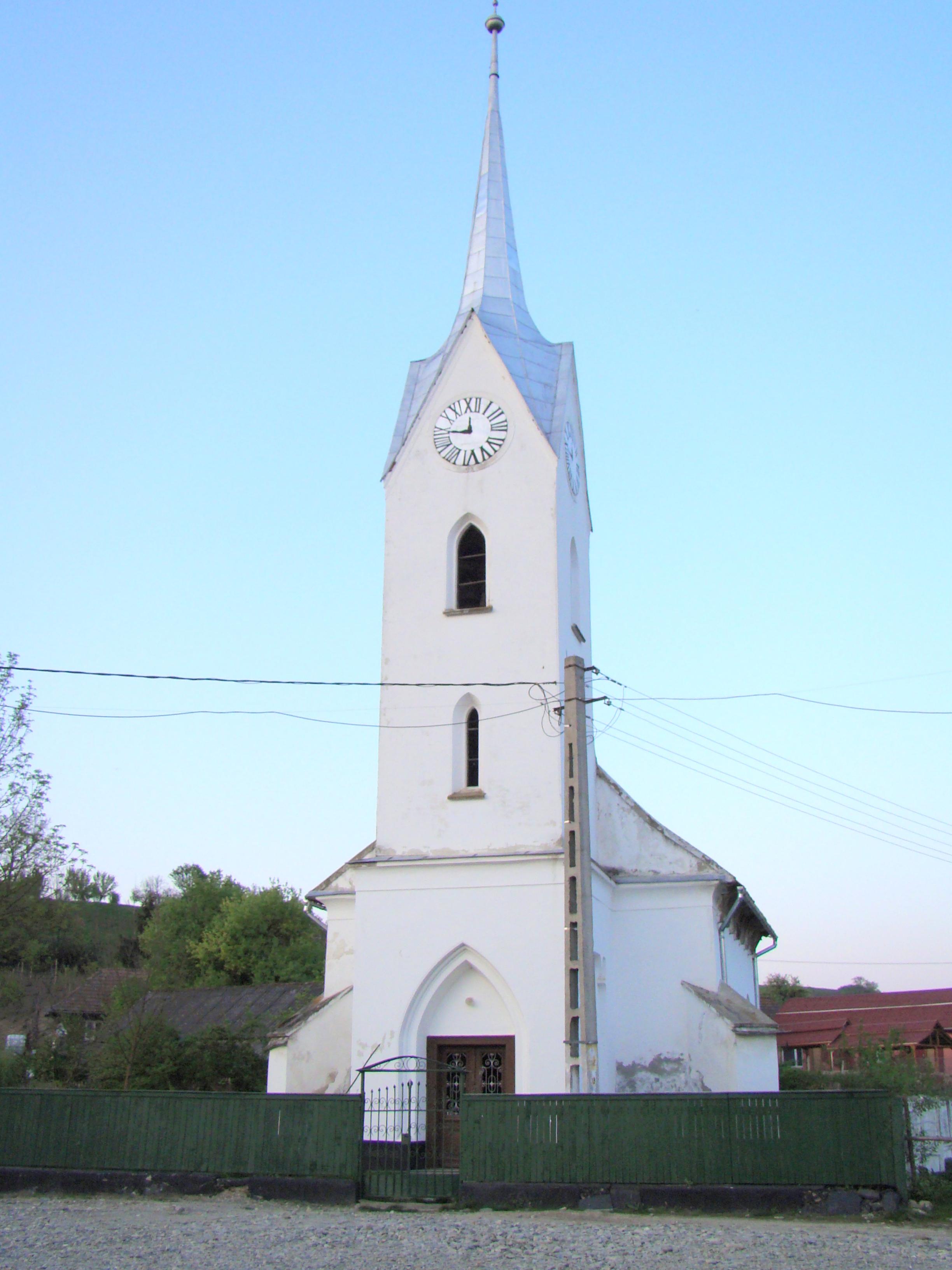
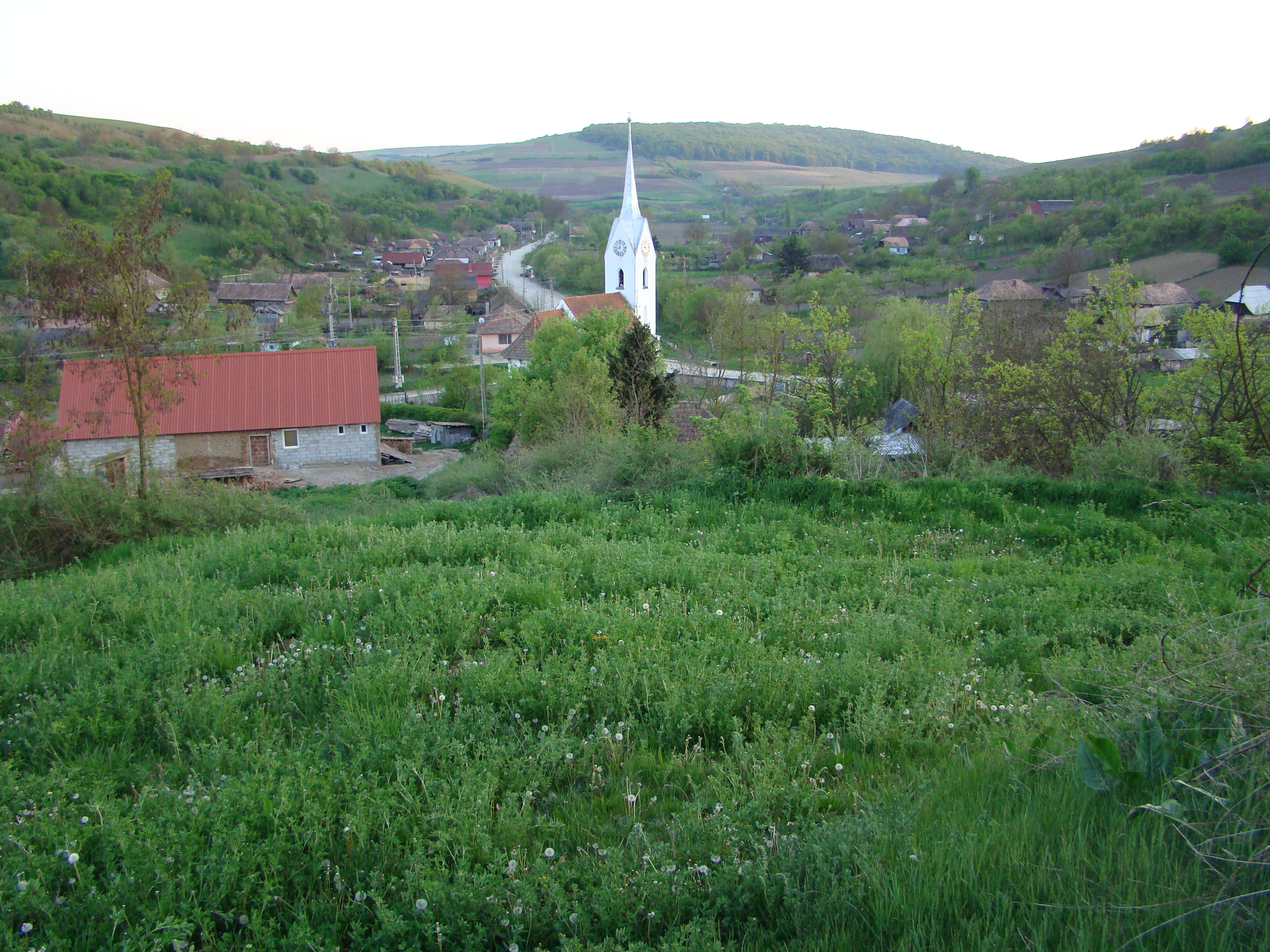